# Marc Sieber (Historiker)
Marc Sieber (* 23. Dezember 1927 in Basel; † 5. November 2010 ebenda) war ein Schweizer Historiker, Politiker (LDP/LPS) und Direktor der Sandoz.

## Leben
Marc Sieber, Sohn des Eduard, Gymnasialrektors, und der Ruth, geb. von Gabain, studierte Geschichte in Basel, Genf und London und wurde 1952 mit der Dissertation Das Nachleben der Alemannen in der schweizerischen Geschichtsschreibung promoviert. Von 1953 bis 1958 arbeitete Sieber an der Edition der Basler Universitätsmatrikel mit.
Ab 1958 baute er bei Sandoz die Abteilung Publizität auf. 1961 habilitierte er sich an der Universität Basel, wo er 1966 ausserordentlicher Professor für Geschichte wurde. Bei Sandoz war er von 1969 bis 1981 Personalleiter, von 1981 bis 1987 verantwortete er wieder die Öffentlichkeitsarbeit. Im Zusammenhang mit dem Chemieunglück von Schweizerhalle wurde er 1986 schweizweit bekannt, 1987 wurde er pensioniert. Von 1976 bis 1984 war Sieber Grossrat des Kantons Basel-Stadt.
Er war von 1988 bis 1996 Mitglied des Stiftungsrats des Historischen Lexikons der Schweiz und  für Personal und Finanzen verantwortlich. Dem Stiftungsrat der Jacob-Burckhardt-Stiftung gehörte Sieber von 1988 bis 2009 an und war von 1991 bis 2008 dessen Präsident.
Marc Sieber war seit 1960 mit Christine geb. Meier, Tochter des Ciba-Direktors Rolf Meier, verheiratet.